# Большая Татарская улица
Больша́я Тата́рская улица — улица в центре Москвы в районе Замоскворечье между Большим Овчинниковским и Большим Татарским переулками.

## История
Эта старинная улица получила своё название в XVII веке по находившейся здесь Татарской слободе, где селились выходцы из Орды  и поволжских татарских княжеств (здесь находится Московская историческая мечеть). Полагают, что здесь также был торг, куда татары пригоняли на продажу табуны степных коней. Впервые Татарская улица названа в документе 1682 года. В 1947—1992 годах — улица Землячки — в память о советском деятеле Р. С. Землячке (1876—1947).

## Описание
Большая Татарская улица начинается от Большого Овчинниковского переулка, пересекает Садовнический проезд, затем к ней последовательно примыкают следующие переулки: Руновский (слева), Климентовский (справа), Старый Толмачёвский (справа) и Озерковский (слева), Малый Татарский и Вишняковский (оба справа), за которыми улица выходит на Большой Татарский переулок.

## Здания и сооружения

### По нечётной стороне
- № 13, стр. 1 − 15  памятник архитектуры (вновь выявленный объект)[1] — Городская усадьба П. О. Чихачёва, 1788 г., XIX в., арх. Д. И. Певницкий. Главный дом (№ 13) и флигель (№ 15) относятся к усадьбе дворянина Г. С. Карповича, датируются 1788, 1817 годами. С 1817 по 1826 годы усадьба принадлежала купчихе из татар М. Ф. Абдуловой, затем купцу С. П. Щербинину, при котором владение достигло угла Озерковского переулка (№ 17/16). В 1875 году флигель —  памятник архитектуры (вновь выявленный объект) — перестроил архитектор Д. И. Певницкий. После 1864 года на объединенной территории разместился чугунолитейный и механический завод Товарищества «Добровъ и Набгольц» (в советское время — Насосный завод имени Калинина)[2].

Флигель отселен, закрыт фальшфасадом, ветшает. Участок принадлежит ЗАО «Тат-Плаза», осуществившему в апреле 2014 года снос до фасада углового дома № 17/16. Есть опасность повреждения памятника в случае устройства котлована на месте сноса. Согласно официальному сообщению Мосгорнаследия, на 2014 год было запланировано начало реставрационных работ на объекте. В конце 2015 года на основании заключения акта государственной историко-культурной экспертизы научно-проектной документации по сохранению объекта культурного наследия Департаментом культурного наследия города Москвы проектная документация согласована.
- № 21 — завод «Геоприбор»;
- № 23  памятник архитектуры (вновь выявленный объект) — Жилой дом, вторая половина XIX в.
- № 33, строение 1 — офис телеканала «ТВ Центр» (с 1997 года).
- № 35 — Московский радиозавод «Темп».

### По чётной стороне
- № 20, стр. 1 и 2 — жилой дом. Возможно, что в начале XIX века на этом месте находился Магометанский молитвенный дом, предшественник Исторической мечети (№ 28). Одноподъездный доходный дом в четыре этажа (стр. 1) был построен в 1907 или в 1910—1911 годах по заказу татарского купца Абдуллы Танеева. В подъезде находится необычная для Москвы раздвоенная лестница изогнутой формы — по словам внучки Танеева, она была сделана по заказу Хадичи Танеевой, супруги купца. Семья владельца дома жила на втором этаже, первый этаж занимали мясная и молочная лавки, прачечная и парикмахерская, квартиры на верхних этажах сдавались внаём. Сквозной подъезд имел парадный вход со стороны улицы и чёрный вход со стороны двора. Владелец дома, покинувший Москву после революции, умер в Крыму от холеры. В 1955 году к дому была пристроена новая часть (стр. 2)[3]. Дом внесён в Красную книгу Архнадзора (электронный каталог объектов недвижимого культурного наследия Москвы, находящихся под угрозой).[4]
- № 28, стр. 1  памятник архитектуры (вновь выявленный объект) - Здание мусульманского медресе;  стр. 2  памятник архитектуры (вновь выявленный объект)  — Московская историческая мечеть (перестроена в 1880 году архитектором Д. И. Певницким). Старейшая мечеть в Москве, основанная в 1823 году.
- № 46, стр. 1 — Московская теплосетевая компания, здание управления.
- № 52, стр. 2 — особняк (1885, архитектор Д. И. Певницкий).